# Hans-Kesenbrod-Straße

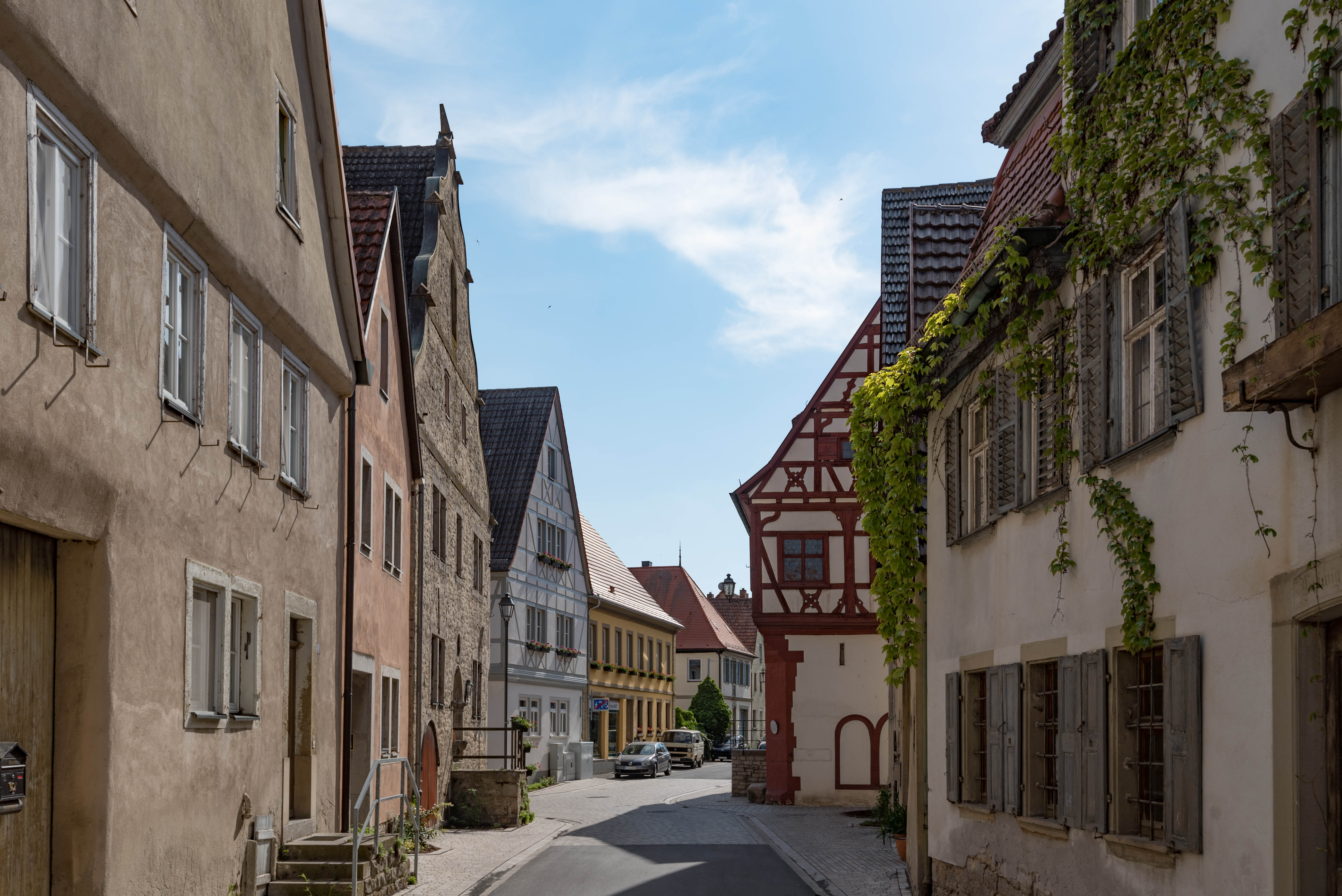
Blick von Osten durch die Hans-Kesenbrod-Straße, in der Mitte das vorspringende Rathaus

Die Hans-Kesenbrod-Straße ist eine Innerortsstraße in Segnitz im unterfränkischen Landkreis Kitzingen. Benannt ist sie nach dem Baumeister, Bürgermeister und Reformator Hans Keesebrod (1537–1616), der von etwa 1575 bis zu seinem Tod in Segnitz wohnte und wirkte. Die Straße ist gemeinsam mit einigen angrenzenden Gebäuden als Ensemble in die Bayerische Denkmalliste eingetragen.

## Verlauf

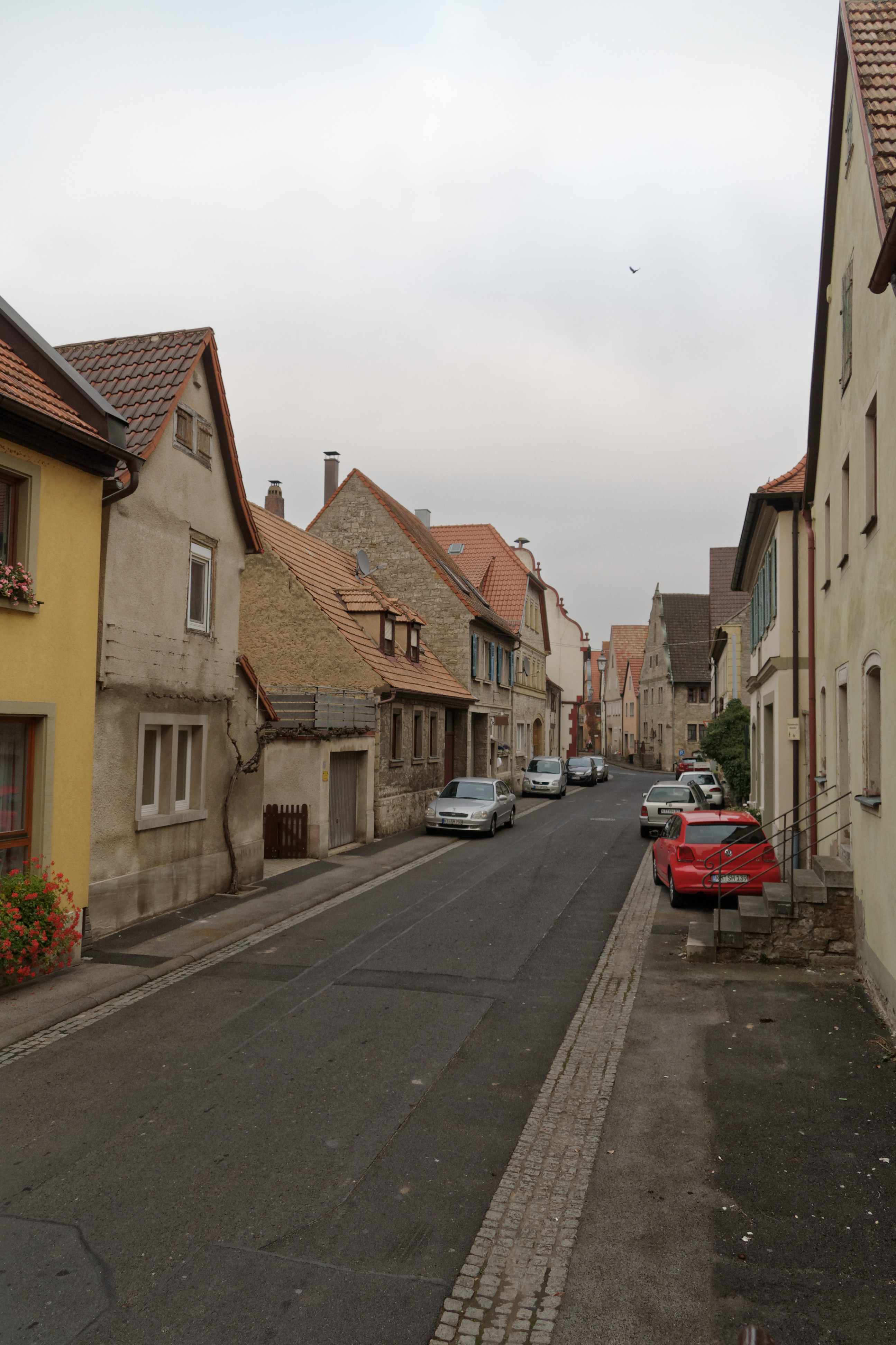
Blick vom Beginn der Straße nach Osten

Die Straße beginnt an einer Kreuzung mit der Krönleinstraße, der Linsengasse und der Pförtleinsgasse (Lage).
Sie verläuft in etwa parallel zum Main in ostnordöstlicher Richtung ungefähr mitten durch den annähernd rechteckigen historischen Ortskern von Segnitz. Die Straße endet an der Kirchstraße.
(Lage)
Etwa in ihrer Mitte wird sie von der Rathausstraße gekreuzt, die nach Norden als Sackgasse endet. Die Straße verläuft eben und liegt nur wenige Meter über der Wasseroberfläche des Mains.

## Beschreibung
Durch ihre Lage in der Längsachse des etwa rechteckigen, ehemals ummauerten Ortskerns war die Hans-Kesenbrod-Straße die Hauptstraße des historischen Segnitz. An ihr lagen die Zentren der politischen Macht, das Markgräfliche Amtshaus als Amtssitz der Schultheißen der Landesherrn, der Markgrafen von Brandenburg-Ansbach, und das Rathaus als Verwaltungssitz der Bürgergemeinde. Sie war aber keine Durchgangsstraße und endet daher beidseitig ohne direkte Fortsetzung. Die Durchgangsstraße führte dagegen quer zur Hans-Kesenbrod-Straße entlang des heutigen Straßenzugs Kirchstraße / Brückengasse vom Oberen Tor im Norden zum Maintor im Süden. Durch den Versatz der Linsengasse nach Norden bildet das Haus Linsengasse 1 (Schöningshaus) den westlichen Abschluss der Hans-Kesenbrod-Straße. Im Osten führt die Straße auf das Haus Kirchstraße 4 zu. Schräg gegenüber dem Ende des Straßenzugs liegt die Kirche St. Martin.
An der Hans-Kesenbrod-Straße ist noch überwiegend die historische Bebauung mit Häusern aus dem 16. bis 19. Jahrhundert erhalten. Einige dieser Bauten gehen auf Hans Keesebrod selbst zurück, u. a. das Rathaus und das Haus Nr. 20. Bei anderen ist zumindest seine Beteiligung nachgewiesen, z. B. für das Portal des Markgräflichen Amtshauses und eine Fußgängerpforte am Haus Nr. 17. Die durchweg repräsentativen Häuser sind zumeist giebelständig. Rathaus und Markgräfliches Amtshaus liegen einander an der Kreuzung mit der Rathausstraße schräg gegenüber. Da das Rathaus aus der Häuserflucht vorspringt, hat die Hans-Kesenbrod-Straße an dieser Stelle einen leichten Versatz.

## Ensemble Hans-Kesenbrod-Straße
Aufgrund ihrer noch weitgehend erhaltenen historischen Bebauung ist die Hans-Kesenbrod-Straße ein erhaltenswertes Ensemble gemäß dem Bayerischen Denkmalschutzgesetz. Zu dem Ensemble zählen neben den Häusern an der Hans-Kesenbrod-Straße selber auch die an der Kreuzung zu Beginn des Straßenzugs stehenden Häuser Krönleinstraße 2 und Linsengasse 1 sowie das Eckhaus Kirchstraße 1 am Ende des Straßenzugs. Außer dem Ensembleschutz stehen viele Häuser des Ensembles auch einzeln als Baudenkmäler unter Denkmalschutz.

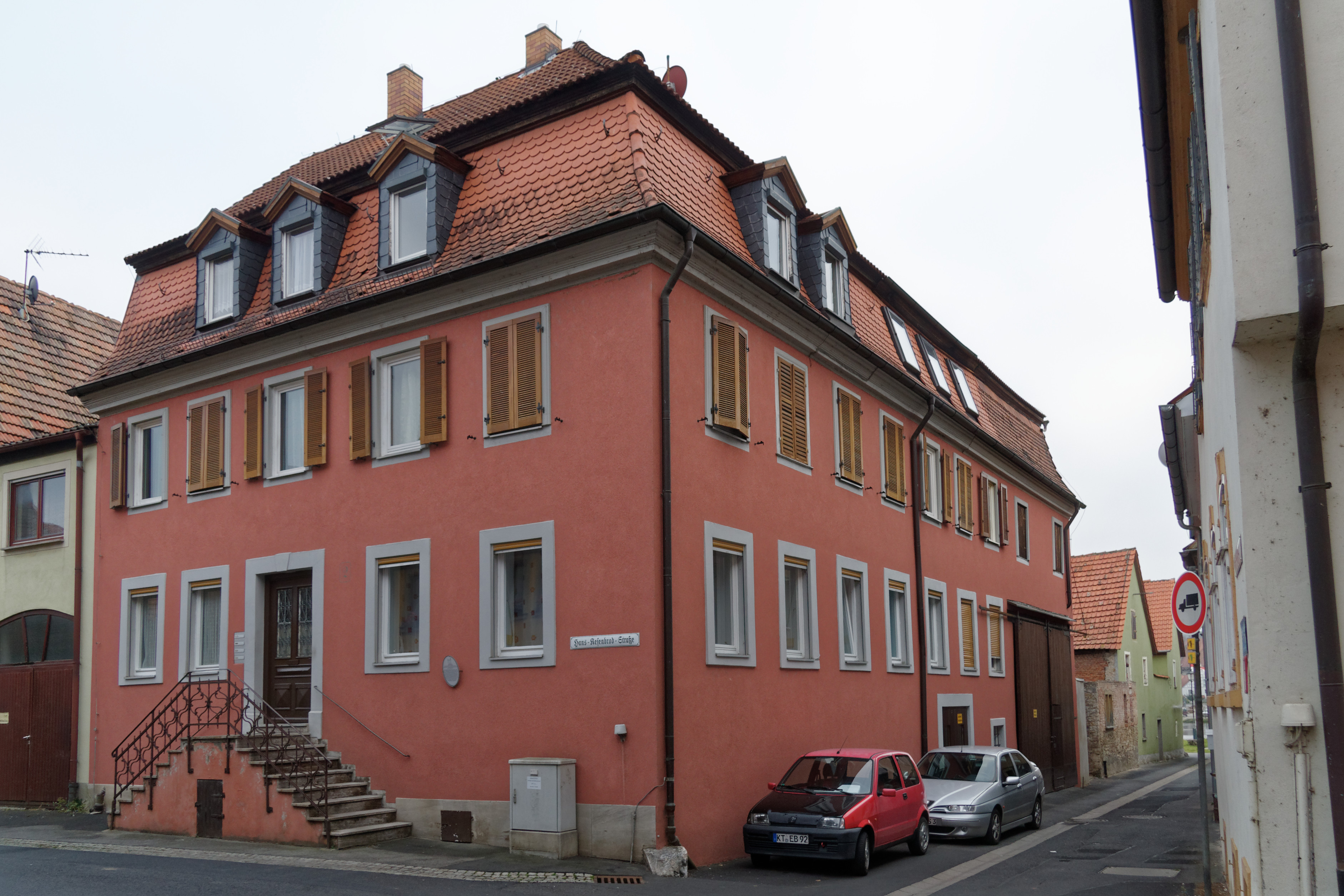
Ballinshaus (Haus Nr. 2)
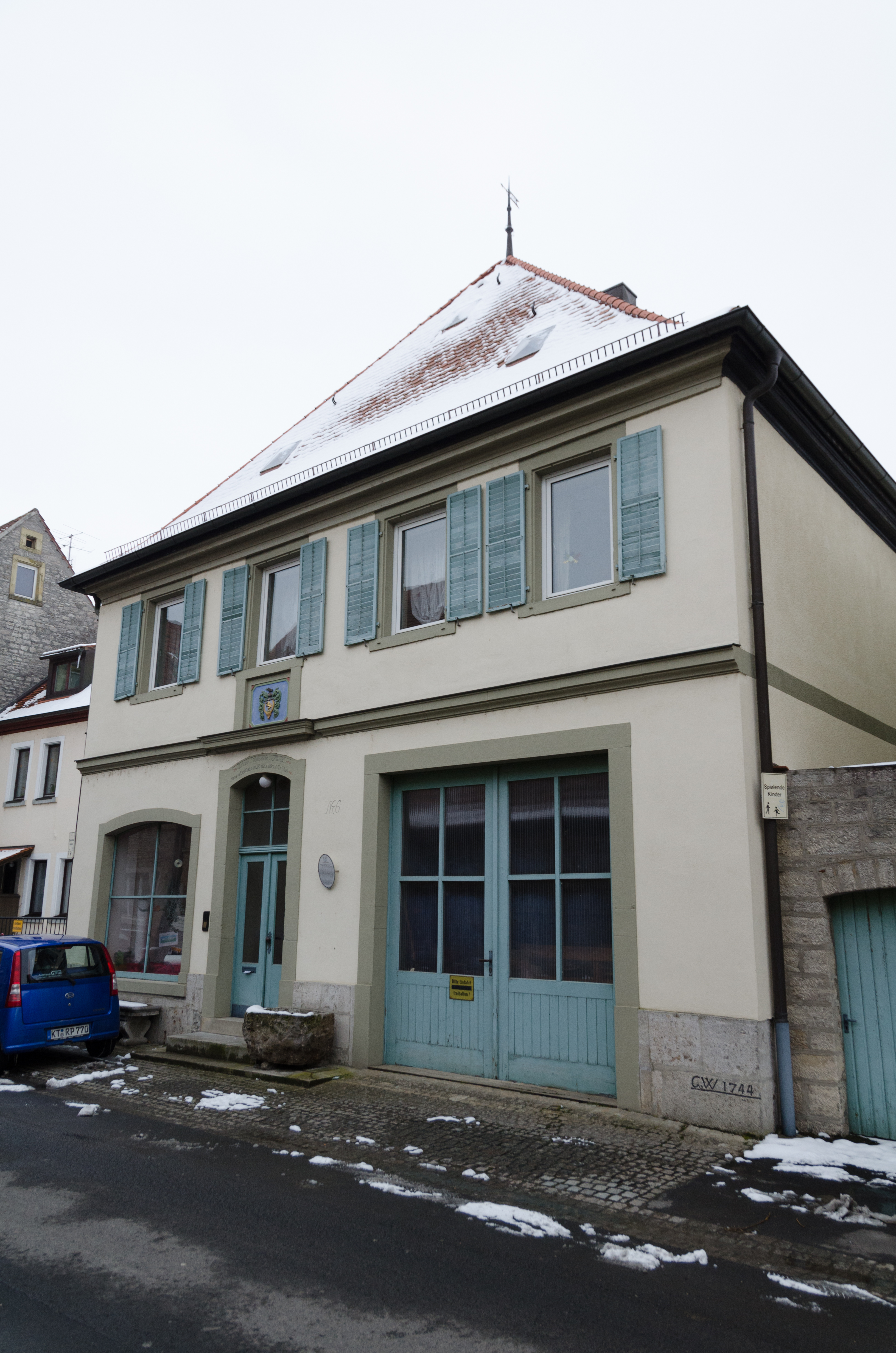
Keerlshaus (Haus Nr. 6)
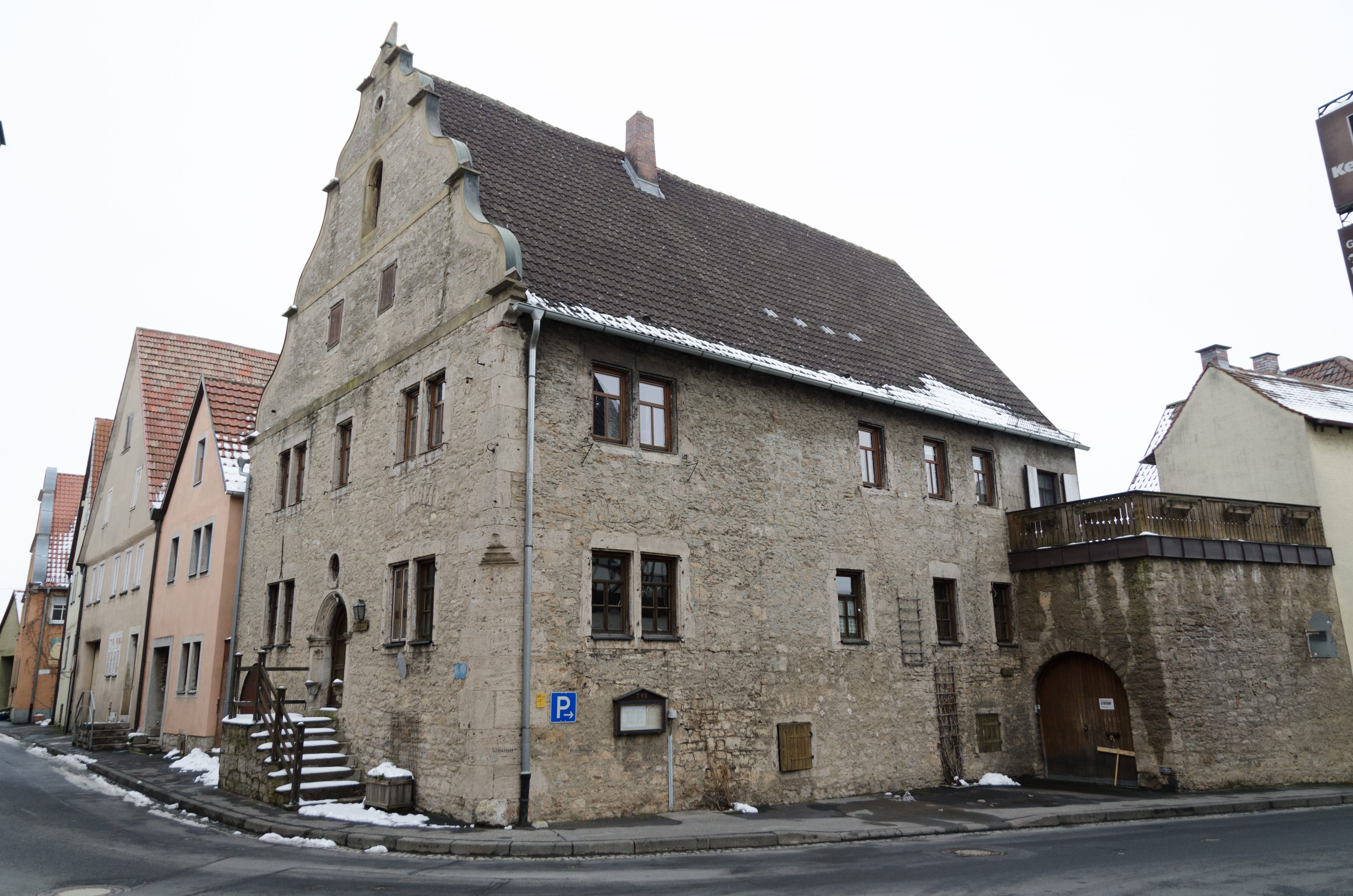
Markgräfliches Amtshaus (Haus Nr. 14)
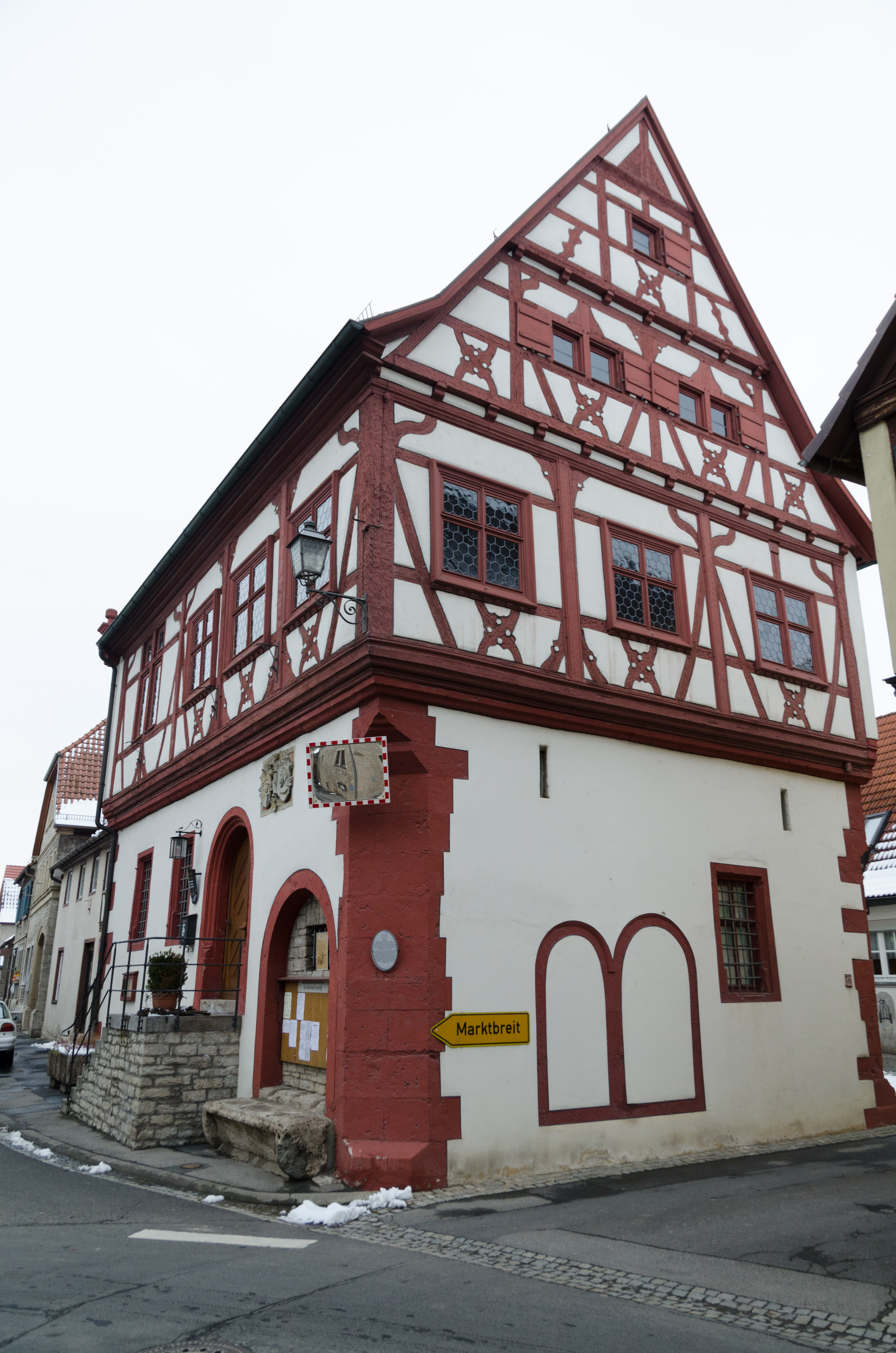
Rathaus (Haus Nr. 15)
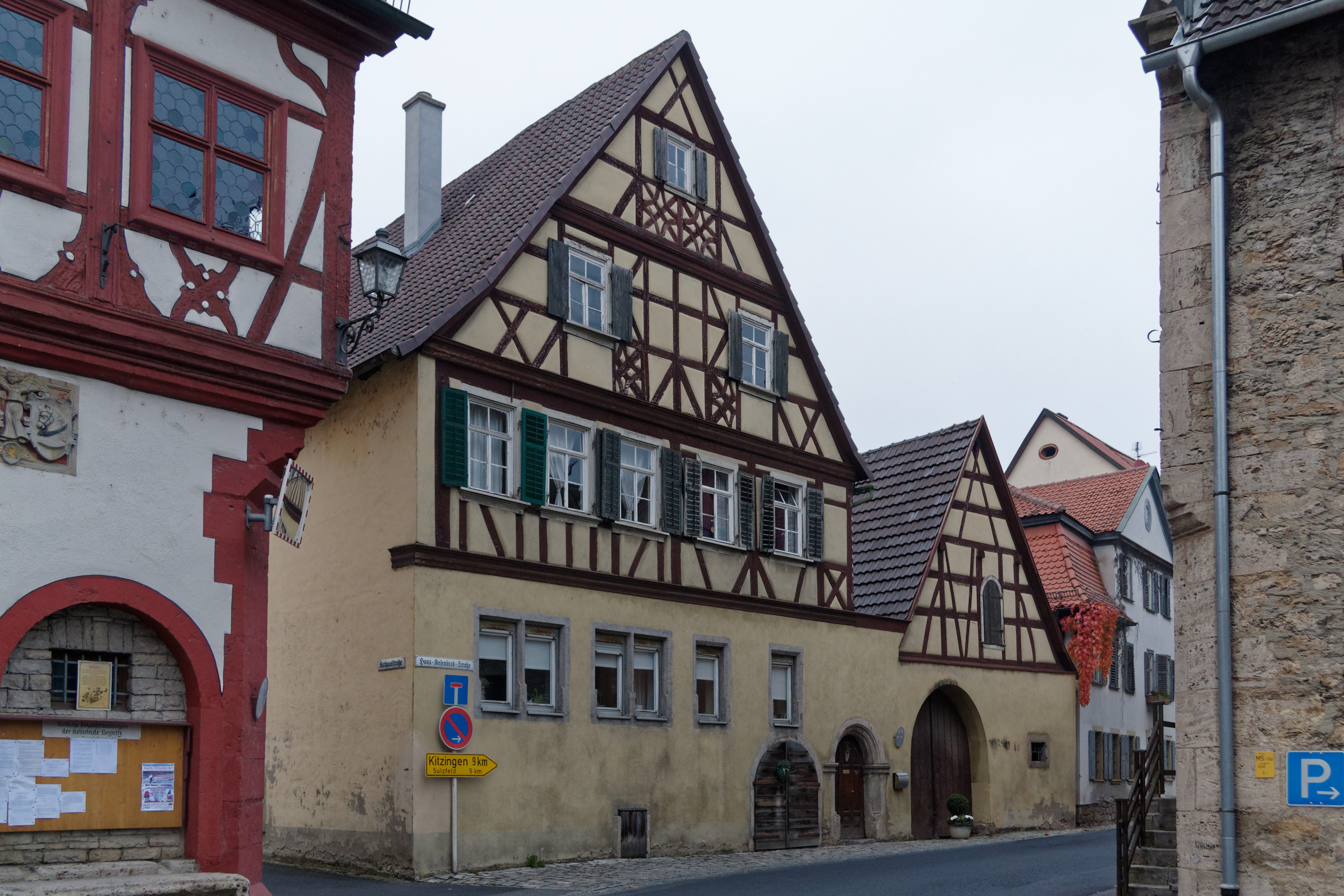
Falkshaus (Haus Nr. 17)
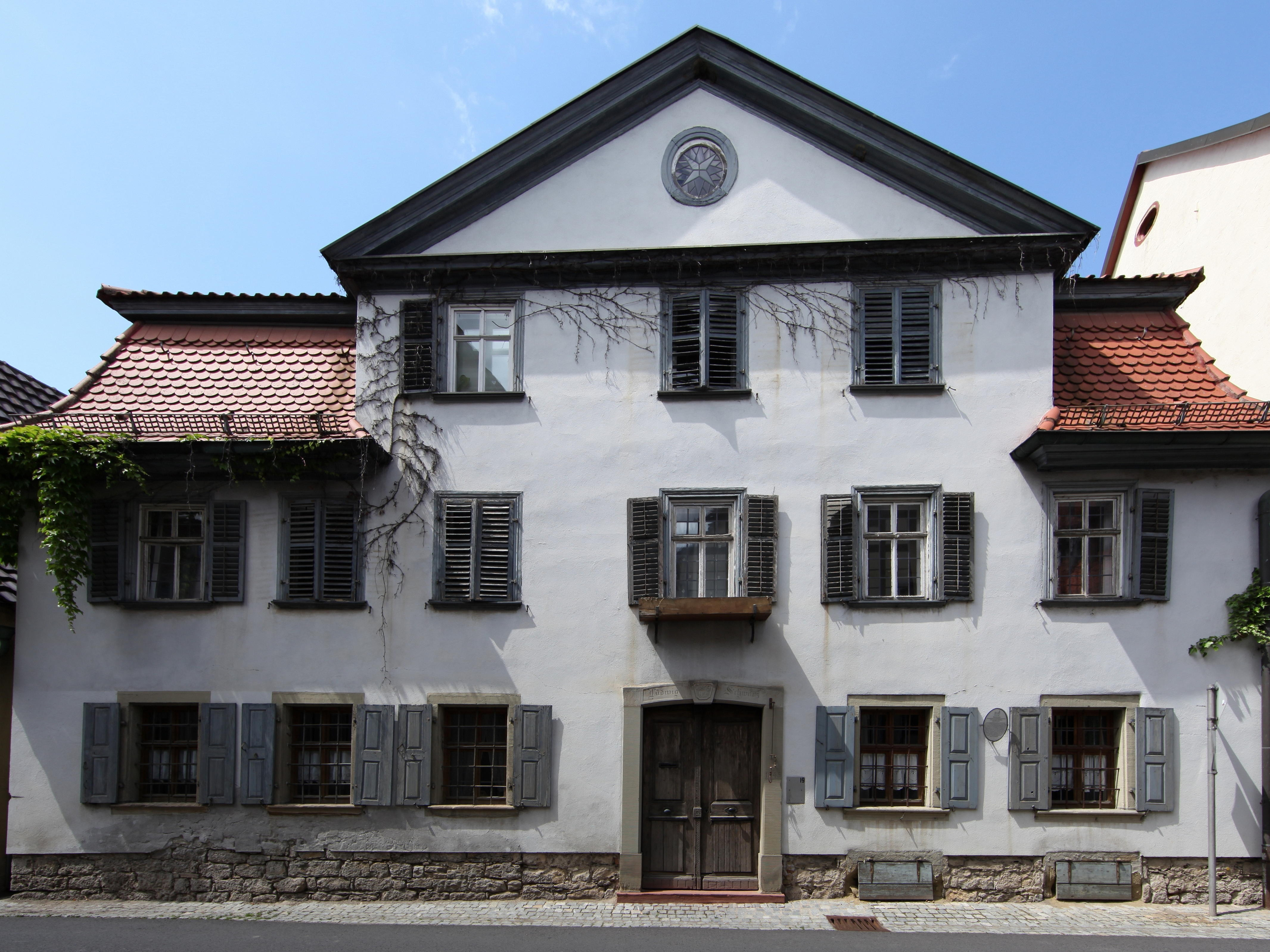
Mayerisches Haus (Haus Nr. 19)